# Anthemis maritima
Anthemis maritima es una planta de 20 a 40 cm de altura, de la familia de las asteráceas. Tiene multitud de tallos, al final de los cuales están los capítulos. Las hojas están cubiertas de pelos. El capítulo es de color amarillo.

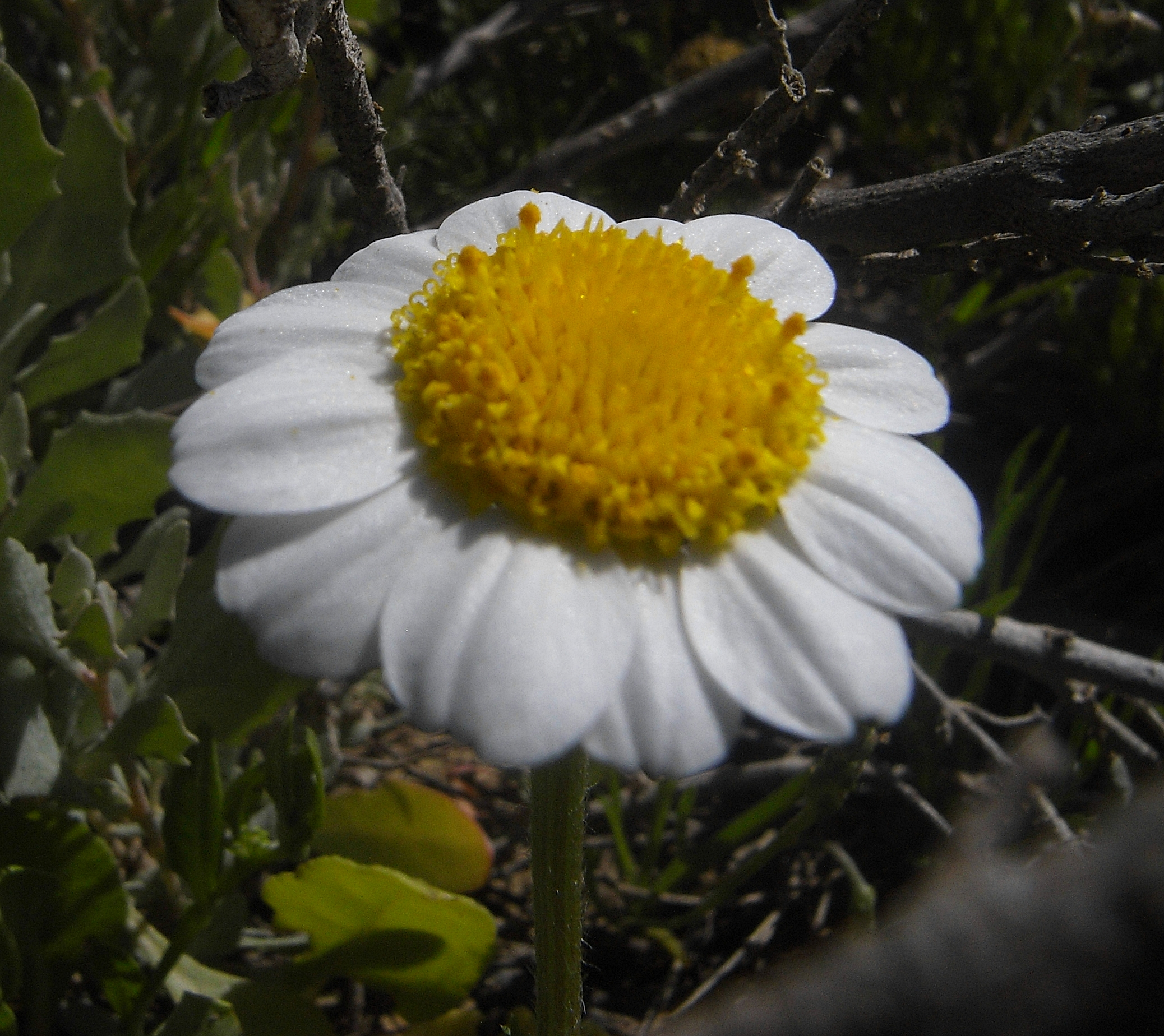
Detalle de la flor

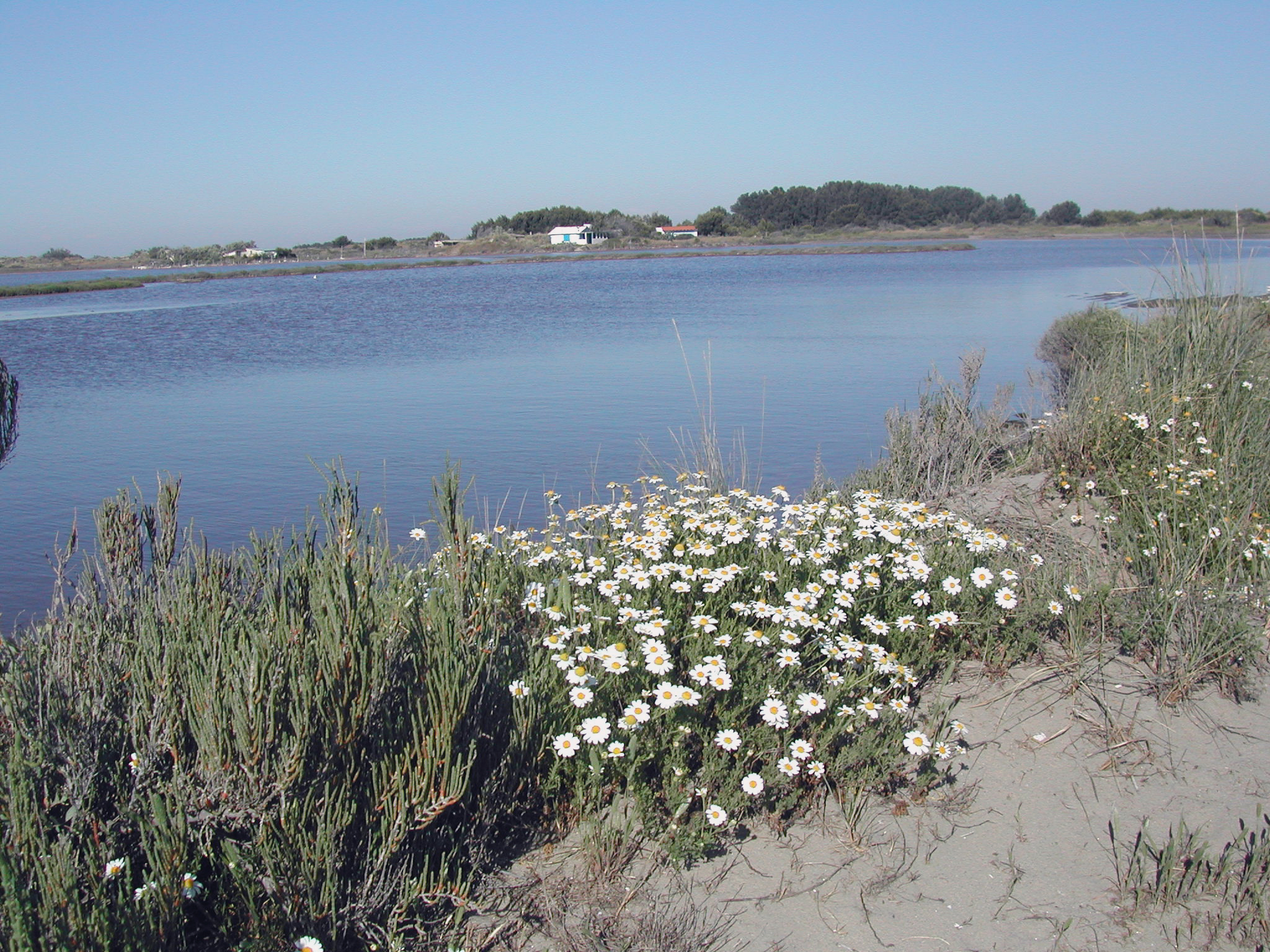
En su hábitat

## Hábitat
Sobre arenas costeras.

## Distribución
Mediterráneo occidental hasta Italia. Sur de Portugal. Costa suratlántica de la península ibérica e Islas Baleares.

## Descripción
Planta perenne, aromática, glabra hasta vellosa. Tallo tendido hasta ascendente, de base leñosa, no ramificado o con ramas más o menos dicótomas, por abajo de follaje denso. Hojas alternas carnosas, glandulosas por el envés, simples o bipinnadas. Cabezuelas solitarias en el extremo de tallos delgados. Involucro semiesférico, de varias capas, lanoso hasta glabro. Escamas involucrales externas triangulares, las internas oblongas, romas, con margen transparente. La base de las flores cónica, con escamas. Lígulas blancas. Flósculos amarillos. Tubo corolino hinchado por la base esféricamente.
Se trata de una de las pocas margaritas leñosas que tenemos en las Islas Baleares, pero no es un arbusto muy grande (alrededor de 0,5 m de altura). Tiene hojas muy divididas, un poco carnosas y cubiertas de glándulas. Vive en la costa tanto sobre sustratos rocosos como en las dunas. Florece al final de la primavera y principio de verano.

## Taxonomía
Anthemis maritima fue descrita por Carlos Linneo y publicado en Species Plantarum 2: 893. 1753.
Citología
Número de cromosomas de Anthemis maritima (Fam. Compositae) y táxones infraespecíficos: 2n=36
Etimología
Anthemis: nombre genérico que viene de la palabra griega: "Anthemon" (= flor) luego se transformó en "Anthemis" (= pequeña flor) y se refiere a " las inflorescencias de las plantas. Este nombre fue utilizado por los antiguos griegos para indicar una de las muchas especies de manzanilla. El nombre científico aceptado actualmente ( Anthemis ) fue asignado a este género por Carlos Linneo (1707-1778), biólogo y escritor sueco, considerado el padre de la moderna clasificación científica de los organismos vivos, en la publicación de Species Plantarum de 1753. En realidad, fue el botánico toscano Pier Antonio Micheli (1679-1737) quien propuso originalmente el nombre de este género en su obra Nova plantarum genera: iuxta Tournefortii methodum disposita (1729).
maritima: epíteto latino que significa "cerca del mar".
Sinonimia
- Anthemis maritima var. incana¡¡ Guss.[9]

## Nombres comunes
- Catalán: camamilla de mar.[10]